# Shaker al-Abssi
Shaker al-Abssi (arabul شاكر العبسي) (Jerikó, 1955 – 2008. december 10.)  egy veterán palesztin gerilla, a Fatah al-Iszlám vezetője. Egy ideig Jordániában élt, ahol 2002-ben egy amerikai diplomata megöléséért távollétében halálra ítélték. Ugyanezért a bűncselekményért az al-Káida iraki vezetője, Abu Muszaf al-Zarkavi is hasonló büntetést kapott. 